# Villa Otto Petschek

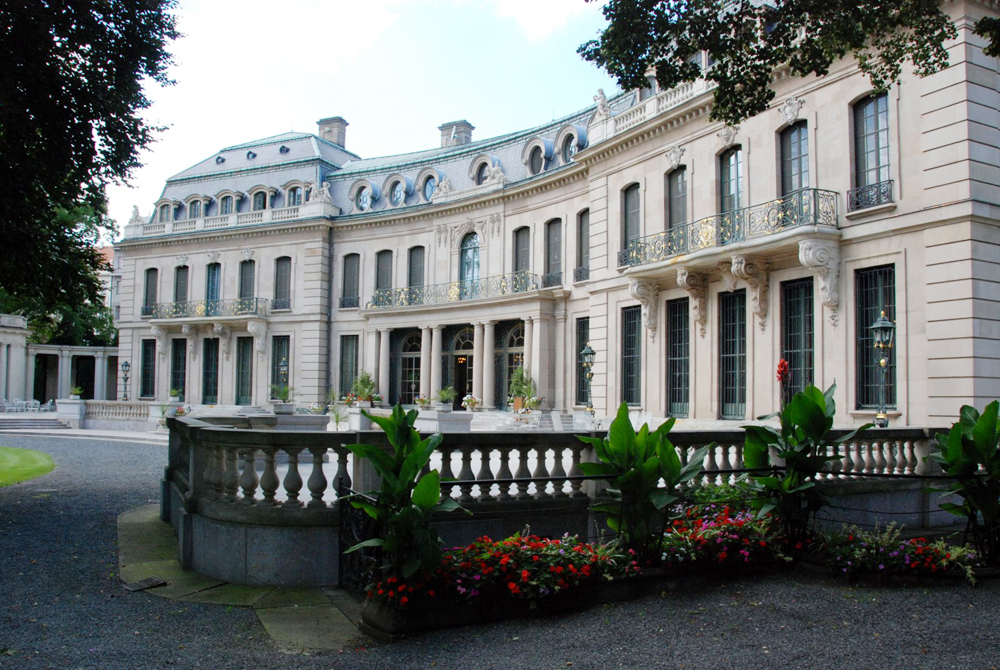
Villa Otto Petschek in Prag (2013)

Die Villa Otto Petschek (tschechisch: Vila Otto Petschka) ist eine neobarocke Bürgervilla in Prag-Bubeneč. Sie wurde zwischen 1924 und 1930 von dem deutschsprachigen Bankier und Großindustriellen Otto Petschek erbaut. Zu dem Anwesen gehört ein botanischer Garten mit zahlreichen exotischen Pflanzen, darunter eine speziell für den Bauherrn gezüchtete neue Sorte der Berg-Aster: die Aster amellus 'Dr. Otto Petschek'.
Das Domizil dient heute den US-Botschaftern in Tschechien als Residenz. 

## Geschichte

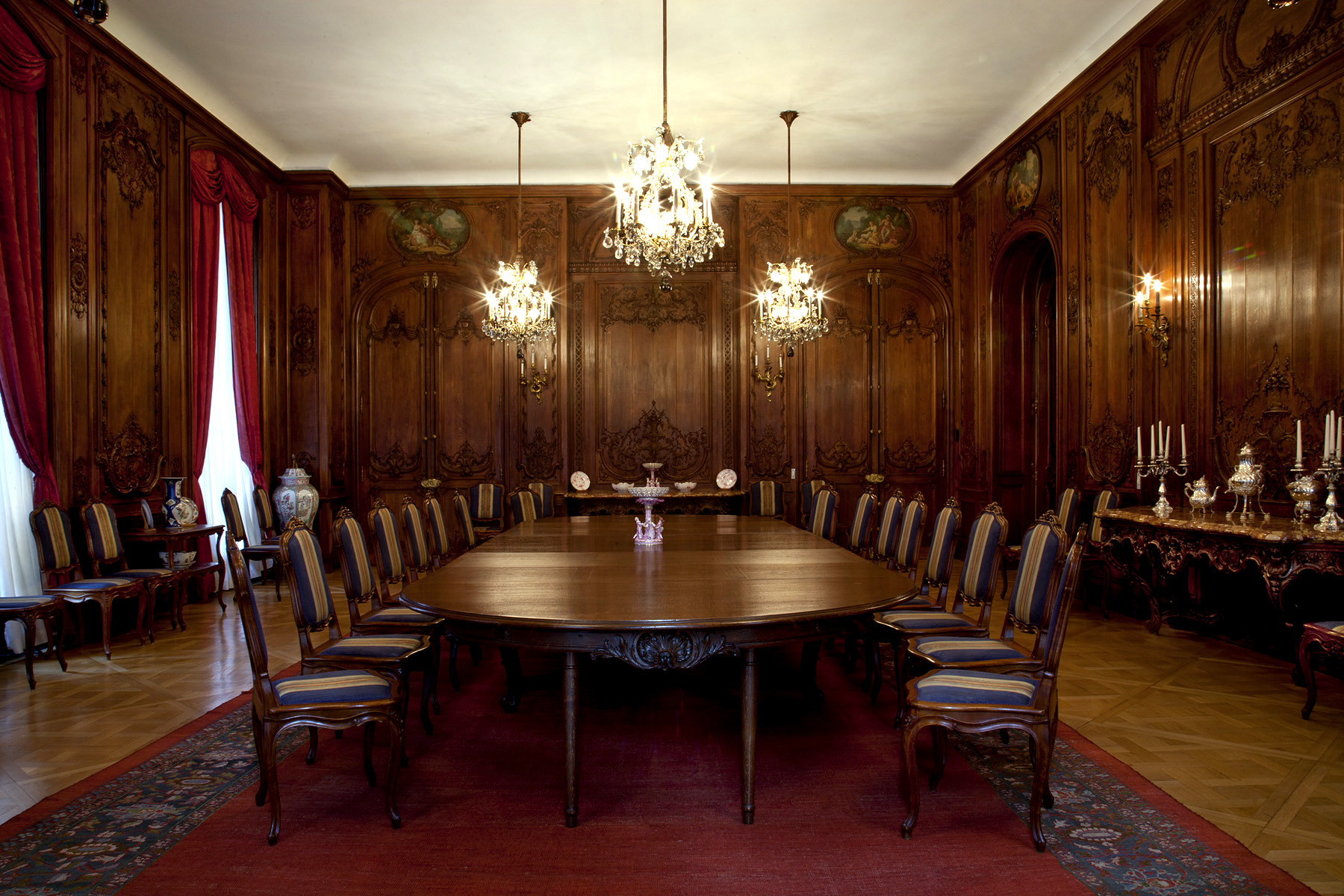
Ein Esszimmer in der Villa (2011)

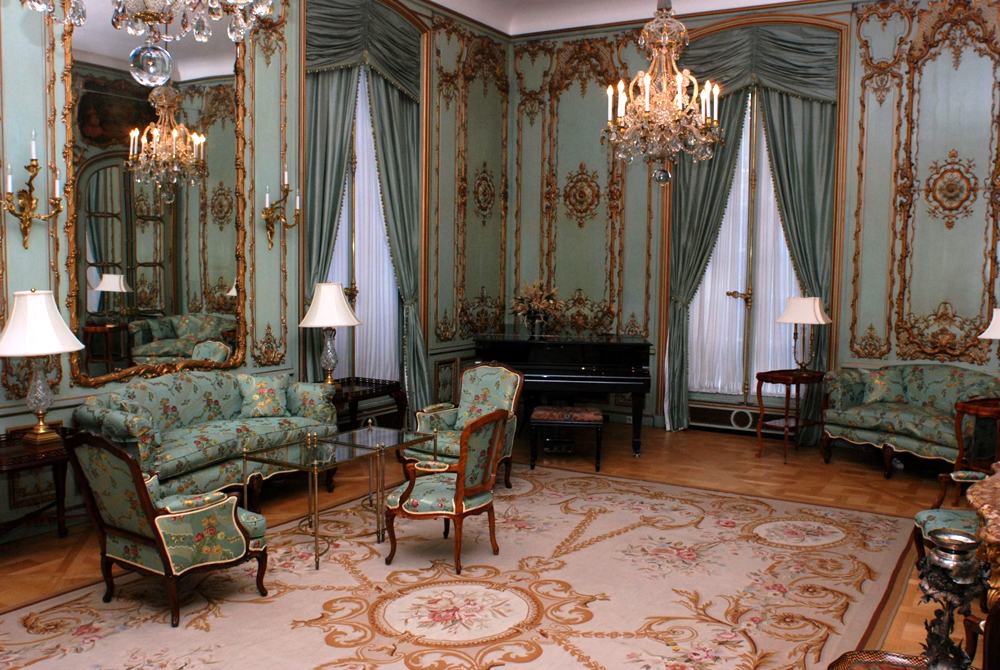
Musiksalon in der Villa Otto Petschek (2013)

Im Jahr 1923 kaufte Otto Petschek die Grundstücke 746–750 in Bubentsch (tschechisch „Bubeneč“). Ein Jahr später begann der deutschsprachige Architekt Max Spielmann mit dem Bau der Villa, deren Entwürfe zu großen Teilen von Petschek selbst stammten. Mit dem Bau der Villa wollte er seinen Reichtum und seinen sozialen Status demonstrieren. Die Fertigstellung erfolgte im Winter 1929/30. Petscheks Ehefrau und Kindern gefiel die Villa nicht. Gemeinsam mit seiner Familie konnte er das neue Domizil nur kurz nutzen, Otto Petschek verstarb am 2. Juli 1934 im Alter von 51 Jahren in Wien.
Nach seinem Tod entschieden sich die Prager Petscheks, ihre Geschäfte in Mitteleuropa aufzugeben. Die Erben bündelten ihre Unternehmen in einer US-amerikanischen Holding, der United Continental Corp. mit Sitz in New York. Zwischen 1934 und 1938 etablierten sich alle Angehörigen der Prager Petscheks zunächst in England, später zogen sie in die USA und ein Teil nach Argentinien, wo die Familie ebenfalls Unternehmungen besaß. Vor ihrem Umzug nutzten sie das Anwesen für repräsentative Zwecke, unter anderem besuchten zu dieser Zeit König Alexander von Jugoslawien und König Karl II. von Rumänien das Haus. Die Villa von Otto Petschek verkauften die Erben noch vor dem Münchner Abkommen an den tschechoslowakischen Staat.
Von November 1939 bis Mai 1945 nutzte Rudolf Toussaint als Militärattaché und späterer Stadtkommandant von Prag die Villa als Residenz. Nach dem Zweiten Weltkrieg bezogen zunächst Generale der Roten Armee, später das tschechoslowakische Verteidigungsministerium das Domizil. Im September 1945 mietete der US-amerikanische Botschafter Laurence Steinhardt die Liegenschaft vom tschechoslowakischen Verteidigungsministerium an. Seitdem dient die Villa Otto Petschek offiziell den US-amerikanischen Botschaftern und ihren Familien in Prag als Residenz.
Am 20. Juli 1948 kaufte die US-Regierung das komplette Anwesen für imaginäre 1.570.000 US-Dollar der Stadt Prag ab. Das heißt, sie verrechneten den Betrag mit Überbeständen militärischer Ausrüstungsgegenstände, welche die US Army bei ihrem Abzug aus Westböhmen der Tschechoslowakischen Armee hinterlassen hatte. Während der kommunistischen Herrschaft diente die Residenz den USA auch als konspirativer Treffpunkt für Oppositionelle und Dissidenten. Viele soziale Veranstaltungen und Gespräche mit Regimegegnern führte in der Villa unter anderem Shirley Temple durch, die 1976 und 1977 Protokollchefin sowie von 1989 bis 1992 US-Botschafterin in Prag war.
Bei Staatsbesuchen steht die Villa auch den US-Präsidenten als Residenz zur Verfügung. Unter anderem verweilten hier bereits George H. W. Bush, George W. Bush und Barack Obama. In der Villa Otto Petschek traf sich Barack Obama im April 2010 mit Dmitri Medwedew zur Unterzeichnung eines neuen START-Vertrags, nebst Gala-Diner mit Regierungsvertretern von elf mittel- und osteuropäischen Ländern.
Offiziell wird die Residenz von den US-Behörden schlicht „Petschek Villa“ genannt. Diese Bezeichnung ist jedoch mehrdeutig und kann missverstanden werden, da die Petscheks allein in Prag 13 Villen hinterließen. Zwei der drei Brüder von Otto Petschek bauten ebenfalls in den 1920er Jahren repräsentative Villen in Bubeneč: die Villa Hans Petschek und die Villa Friedrich Petschek, die beide ab 1945 vom Diplomatischen Corps der Sowjetunion genutzt wurden und seit 1990 der Russischen Föderation als Botschaft und Residenz dienen. Viktor Petschek, der Sohn von Otto Petschek, ließ sich ebenfalls in Bubeneč eine Villa errichten, die seit 1950 die Botschaft der Volksrepublik China ist. Dazu kommt noch in unmittelbarer Nähe die Residenz der chinesischen Botschafter, die sich in der Villa Bertha Petschek befindet.
Von allen Residenzen ist jedoch die Villa Otto Petschek die größte und luxuriöseste. Sie befindet sich in der Straße Ronald Reagan Nr. 181/3 (bis 2011 Dr. Zikmund Winter Straße). Zwischen 2011 und 2013 wurde die Villa grundlegend renoviert. Jedes Jahr findet im Garten der Residenz die traditionelle Feier zum Unabhängigkeitstag der USA statt, zu der wichtige Persönlichkeiten, Politiker und Diplomaten eingeladen werden.
Die Villa Otto Petschek ist nicht zu verwechseln mit dem Palais Petschek (englisch Petschek Palace). Dieses Gebäude wurde ebenfalls von Max Spielmann im neoklassizistischen Stil in den 1920er Jahren erbaut und beherbergte das Bankhaus Petschek & Co.

## Architektur

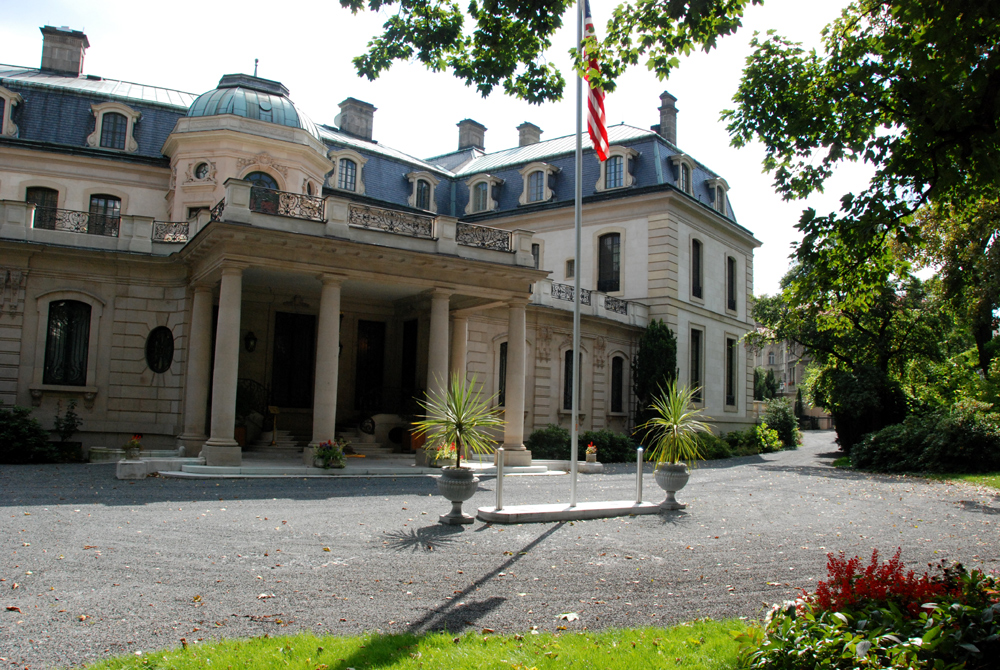
Einer der beiden Eingangsbereiche der Residenz (2013)

Spielmann war der „Hausarchitekt“ der Petscheks und ein Experte für Historismus. Inspiriert vom französischen Barock und Rokoko sowie der Beaux-Arts- und Josephinischen Architektur, stellt die Villa Otto Petschek eine Mischung verschiedener Baustile dar. Spielmann setzte dabei Entwürfe und Ideen um, die Otto Petschek nach Besichtigung vieler Herrenhäuser auf verschiedenen Reisen in ganz Europa selbst zusammengestellt hatte. Unter anderem reiste Petschek mehrfach nach Versailles, was an mehreren Elementen der Fassade und ursprünglichen Inneneinrichtungen der Villa deutlich erkennbar ist.
Das Gebäude ist dreigeschossig und versehen mit einem Mansardendach aus Kupfer. Die Dachlinie ist eine offensichtliche Hommage an Versailles. Der Grundriss der Villa ist in drei Teile gegliedert und besteht aus einer zentralen Rotunde, die von zwei geradlinigen Ost- und Westflügeln flankiert wird. Beide Flügel öffnen sich nach Südosten in Richtung des Gartens. Die Fassade des Gebäudes besteht aus natürlichem Gestein, Sandstein und Kalkstein. In der gesamten Villa wurden sechs verschiedene Gesteinssorten verwendet, darunter Marmor aus verschiedenen Ländern sowie aufwendiger Scagliola.
Betreten wird das Gebäude durch ein Labyrinth aus zwei Garderoben-Fluren, das zur Rotunde und zum Wintergarten führt. Der Wintergarten ist durch eine riesige versenkbare Glaswand von der Außenterrasse getrennt. Das Erdgeschoss diente für gesellschaftliche Zwecke, während das Ober- und Dachgeschoss der Familie von Otto Petschek vorbehalten war. Insgesamt befinden sich 148 Zimmer im Gebäude. Dazu zählten sieben Badezimmer, 18 Schlafzimmer, sowie noch heute mehrere Salons und Speisezimmer, Bibliotheken, ein Spiegelzimmer, ein Musikzimmer, ein Tanzsaal, ein Fitness- und Sportstudio sowie ein 18 Meter langer Innenpool im römischen Bäderstil. Zudem befinden sich im Garten der Villa ein Außenpool und ein Tennisplatz. In dem Gebäude ließ Petschek mehrere Aufzüge einbauen. Auf dem Gelände gibt es weitere Nebengebäude, die ursprünglich dem Personal dienten, darunter zwei Häuser am Nordtor für den Portier und den Gärtner.
Die Gesamtkosten für den Bau der Villa nebst der Innenausstattung sowie der Gartengestaltung und der Nebengebäude für das Hauspersonal beliefen sich auf 300 Millionen Kronen. Die technischen Einrichtungen der Villa Otto Petschek waren auf dem damaligen höchsten Entwicklungsstand und vergleichbar mit den technischen Einrichtungen der im Jahr 1930 erbauten hochmodernen Villa Tugendhat in Brünn, deren Fertigstellung zum Vergleich 5 Millionen Kronen kostete. Tschechoslowakische Nationalisten und Kommunisten verachteten die Architektur der Villa Otto Petschek. Nach ihrer Ansicht stellte sie eine direkte Verbindung zum Baustil und Geschmack der Habsburgermonarchie und somit einen versuchten „Wiederbelebungsstil“ dar.

## Ausstattung

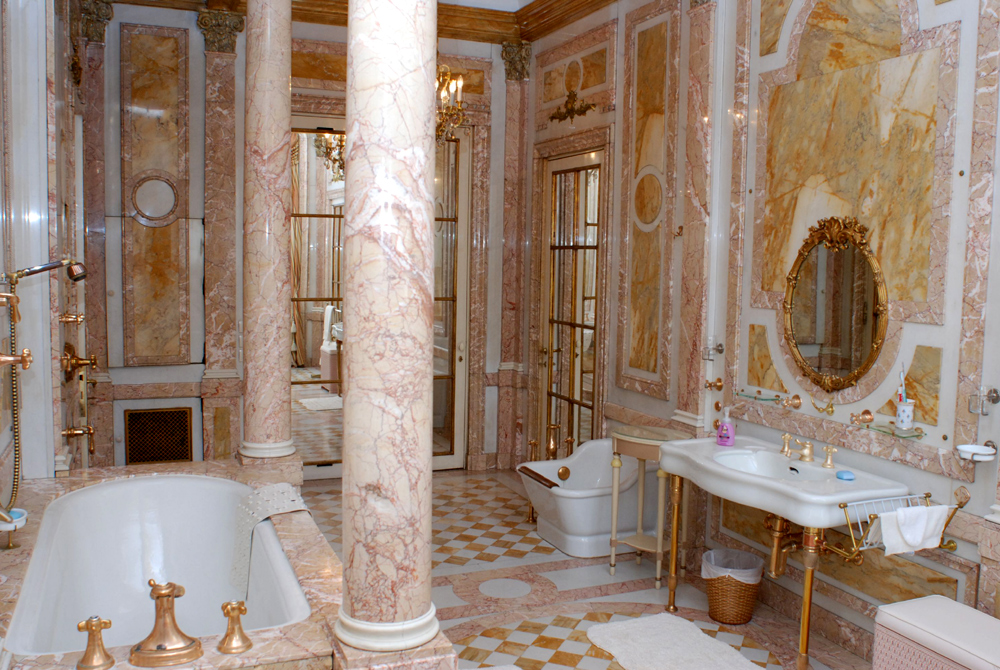
Ein Badezimmer in der Villa Otto Petschek (2013)

Die Innenausstattung der Villa erfolgte durch die Firma Emil Gerstel & Co. und wurde persönlich von Friedrich Gerstel geleitet. Das Prager Unternehmen galt bereits zu k.k. Zeiten bei der österreich-ungarischen Oberschicht als renommierte Tapezier-, Polsterer-, Dekorateur- und Möbelmanufaktur. Ursprünglich waren die Möbel der Villa Otto Petschek stilistisch unterschiedlich, konzentrieren sich jedoch hauptsächlich auf Ludwig XIV. Zahlreiche Kunstgegenstände, Wandteppiche und antike Möbel brachte Otto Petschek von seinen Reisen aus ganz Europa mit, darunter ein kompletter Louis-seize-Musiksalon, den er nebst der Wandverkleidung aus einem französischen Schloss abtransportieren ließ. Auf einer Auktion ersteigerte Petschek zwei originale Sessel von Ludwig XIV., wovon Friedrich Gerstel 32 Repliken für die Innenausstattung der Villa anfertigte.
Das ursprüngliche Inventar nahmen die Erben von Otto Petschek bei ihrem Umzug nach England zum größten Teil mit. In tschechischen Archiven befinden sich detaillierte Ausfuhrlisten mit zollpflichtigen Gegenständen, welche die Prager Petscheks auf Englisch und Tschechisch erstellten. Nachweislich führten sie nicht nur Wertsachen wie Gemälde, Silber, Wandteppiche, Porzellan, Kristall, Kronleuchter und Klaviere aus, sondern sämtliche Haushaltsgegenstände; angefangen bei Esszimmer- und Gartenmöbeln, Tischen, Stühlen, bis hin zu Weinkisten, Kühlschränken, Staubsaugern, Küchengeschirr, Kinderhockern, Kissen, Nachttische, Pflanzen, Blumentöpfe, Bücher, Spielzeug. Allein das dokumentierte Volumen der mitgenommenen Gegenstände via Moldauhafen umfasste 127 Schiffsladungen, wobei es sich hierbei um das Inventar aus mehreren Prager Petschek-Villen handelte.
Die heutigen Möbel und Einrichtungsgegenstände der Villa Otto Petschek stammen zu einem großen Teil aus Herrenhäusern von vertriebenen Deutschen aus der Tschechoslowakei. So beschlagnahmte das Beneš-Regime nach dem Zweiten Weltkrieg vor allem von Sudetendeutschen Hunderte derartiger Liegenschaften und verkaufte das Inventar dieser Immobilien in vielen Fällen an diplomatische Vertretungen. Nach offiziellen Angaben der US-Regierung befinden sich mehrere dieser Möbel, Kunst- und Einrichtungsgegenstände auch im Palais Schönborn, dem Amtssitz der US-Botschaft in Prag.

## Aster amellus 'Dr. Otto Petschek'
Für die Gestaltung der Grünanlagen des ursprünglich zwei Hektar großen Anwesens beschäftigte Otto Petschek eine Armee von Gärtnern und Landschaftsgestaltern. Der Garten wurde größtenteils schon vor der Fertigstellung der Villa angelegt. Auch diese Pläne entwarf Petschek maßgeblich selbst. Hierfür unternahm er weltweite Studienreisen, besuchte zahlreiche botanische Gärten und stand mit führenden internationalen Botanikern im fachlichen Austausch. Die Auswahl und Beschaffung der Pflanzen erfolgte in enger Zusammenarbeit mit der Späth’schen Baumschule. Das altehrwürdige Unternehmen mit Sitz in Berlin-Treptow beschaffte für ihn von verschiedenen Kontinenten seltene und exquisite botanische Gewächse und lieferte ihm Tausende Bäume, Pflanzen und Setzlinge nach Prag.
Eine nicht geringe Anzahl auserlesener und bereits sehr alter Bäume kamen mit Spezialtransporten aus England und Übersee, die bei der Neuanpflanzung Unmengen von Wasser benötigten. Die Beete waren mit 5000 Tulpen, 3000 Hyazinthen und zahlreichen anderen Blumen geschmückt. Von ursprünglich vier riesigen Gewächshäusern für tropische Pflanzen, einschließlich Orchideen, sind zwei erhalten geblieben. Die Baumschule Späth assistierte auch vor Ort mit eigenen Landschaftsarchitekten, Gärtnermeistern und Ingenieuren. Dabei entwickelte sich Otto Petschek von einem Käufer zu einem Schöpfer.
Seine Leidenschaft für exquisite Pflanzen – und seine finanziellen Ausgaben dafür – waren so bemerkenswert, dass er sich von den Späth’schen Baumschulen für den Garten der Villa eine neue Sorte der Berg-Aster züchten ließ, die „Aster amellus 'Dr. Otto Petschek'“, umgangssprachlich heute als Sommeraster ‘Dr. Otto Petschek‘ bekannt. Die Staude wurde später bei verschiedenen Gärtnern kommerziell gezüchtet, darunter von Karl Foerster sowie A.C. van der Schoot, und gelangte spätestens im Jahr 1931 in den weltweiten Vertrieb.